# 蘇丹解放運動
蘇丹解放運動（英語：Sudan Liberation Movement），又称蘇丹解放軍（Sudan Liberation Army），是蘇丹的一個的反叛組織聯盟，專門在達爾富爾戰爭中對抗牧民武裝部隊和苏丹武装部队。
在2003年2月，此組織剛誕生時，也稱做達爾富爾解放陣線。2006年1月20日，蘇丹解放運動宣布與正义和平等运动合併成為西苏丹革命力量联盟。不過在同年5月，兩個組織又再度分裂。
此組織又分成許多派系，其最大派系領導人明尼·明納韋，目前已經是蘇丹政府的同盟。明尼·明納韋派系與蘇丹政府所簽定的合約，遭到達爾富爾人，尤其是富爾族人的反對。
其他派系則繼續對抗政府，其中包括艾哈迈德·阿卜杜勒沙菲·巴西與阿卜杜勒瓦希德·穆罕默德·努尔兩人所領導的派系。